# Wäschetrockner

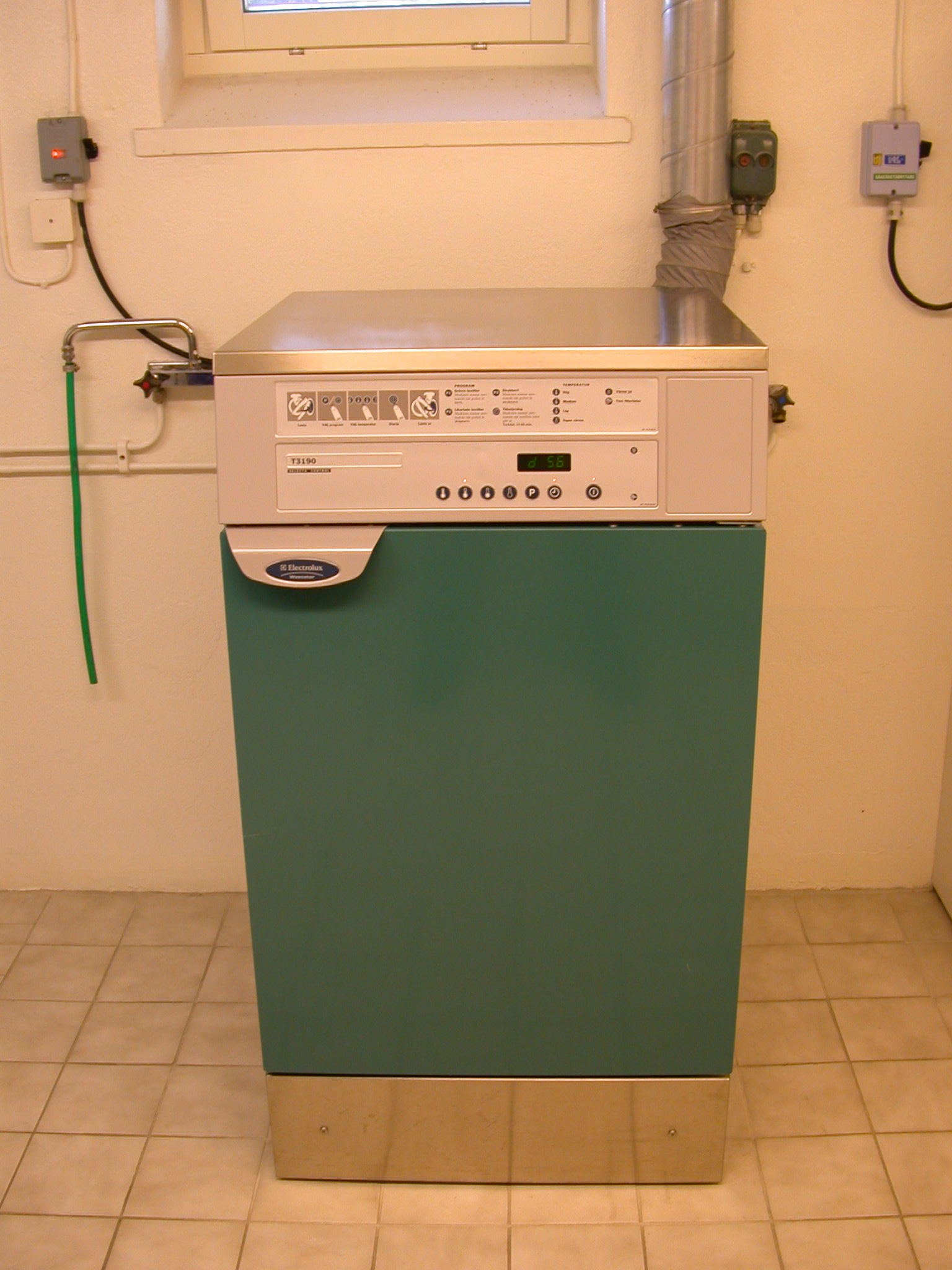
Abluft-Wäschetrockner (erkennbar an dem Abluftschlauch, der die feuchte Luft ins Freie leitet)

Ein Wäschetrockner ist ein Haushaltsgerät, um feuchte Textilien unter Zufuhr von warmer Luft maschinell in kurzer Zeit zu trocknen. Standardgeräte haben Form und Größe eines Waschvollautomaten und werden häufig einfach Trockner genannt. Geräte mit den Funktionen Waschen und Trocknen in einem Gerät heißen Waschtrockner.
Trommel-Wäschetrockner werden in der Schweiz nach dem englischen Ausdruck tumble dryer (abgeleitet von der in der Trommel stürzenden Wäsche) als Tumbler bezeichnet.
In Hamburg wird auch die Bezeichnung Tümmler verwendet, die niederdeutsche Entsprechung des englischen „tumbler“.

## Geschichte
Bereits um 1800 wurde von M. Pochon aus Frankreich der erste handbetriebene Wäschetrockner erfunden. Der erste elektrische Wäschetrockner kam zu Beginn des 20. Jahrhunderts auf den Markt. In den 1940er Jahren konstruierte der Industriedesigner Brooks Stevens den ersten Wäschetrockner mit einem Glasfenster. Der erste europäische Wäschetrockner wurde 1958 von Miele entwickelt. Allerdings fanden diese Geräte zunächst noch kaum Eingang in Privathaushalte, da die Wäsche meist traditionell zum Trocknen aufgehängt wurde, wofür in vielen Häusern eigene Trockenräume (meist auf dem Dachboden) oder Wäscheleinen im Freien zur Verfügung standen. Erst ab den 1980er Jahren wurden Wäschetrockner auch in Europa zunehmend in Privathaushalten eingesetzt. Grund hierfür waren einerseits geänderte Lebensgewohnheiten (durch die zunehmende Berufstätigkeit von Frauen war die Zeitersparnis durch den Wäschetrockner willkommen, während die klassische Hausfrau die Zeit für das Auf- und Abhängen der Wäsche erübrigen konnte), andererseits verschwanden in vielen Mehrfamilienhäusern die Trockenräume zunehmend zugunsten von Wohnraum.
Seitdem ist das Grundprinzip des Wäschetrockners unverändert geblieben, es haben sich nur das Design und die weiteren Funktionen verändert.

## Physik des Trocknens
Um Wäsche zu trocknen, sollte das Wasser zunächst mechanisch entfernt werden. Eine Wäscheschleuder reduziert, je nach Umdrehungszahl und Trommelgröße, die Wassermenge auf 30 bis 50 % Wasseranteil, bezogen auf das Trockengewicht der Wäsche. Höhere Trocknungsgrade sind auf diesem Weg schwer zu erreichen, da das Wasser kapillar an den Fasern gebunden ist.
Die anschließende Trocknung über Verdampfen des Wassers ist energieintensiv. Das Verdampfen von 1 kg Wasser mit einer Ausgangstemperatur von 25 °C erfordert 2600 kJ bzw. 0,73 kWh. Das Trocknen von 1 kg Wäsche mit einer Restfeuchte um 60 % erfordert ca. 0,5 kWh. Es gibt Modelle mit Wärmepumpe, um die bei der Verdunstung aufgewendete Energie in einem geschlossenen Luftkreislauf zu nutzen (siehe dazu Abschnitt Trockner mit Wärmepumpe). 
Um 6 kg Wäsche eines Waschgangs in einem einfachen Wäschetrockner zu trocknen, müssen ca. 3 kWh an Energie eingesetzt werden. Bei einem Energiepreis von 0,30 €/kWh kostet eine Trocknung von 6 kg Feuchtwäsche ca. 0,90 €.
Selbstentzündung von Wäsche
Pflanzenöle oder tierische Fette können bei unsachgemäß gereinigter und erwärmter Wäsche bei Temperaturen über 70° Celsius durch Selbstentzündung in Brand geraten. Bei der Verwendung von Wäschetrocknern besteht eine erhöhte Gefahr für diese Vorgänge, die schnell zu einem Brand des gesamten Gerätes führen können. Je nach Trocknerart werden im Inneren Temperaturen bis etwa 120° Celsius erreicht.

## Trocknerarten

### Trommeltrockner
Die zu trocknende Wäsche befindet sich in einer horizontal umlaufenden Trommel. Dadurch wird die Wäsche dauernd umgewälzt und eine große wirksame Oberfläche der Wäsche erzielt.
Erwärmte Luft strömt längs der Trommeldrehachse durch die feuchte Wäsche in Richtung Tür. Dabei ist die trockene, warme Luft in der Lage, die Feuchtigkeit der Wäsche bis zur Sättigungsgrenze aufzunehmen. Nachdem die feuchte Luft ein Flusensieb passiert hat, wird sie – je nach Bauart – durch Kondensation getrocknet oder ins Freie geblasen.
Im Gegensatz zu Waschmaschinen haben Trockner häufig kein durchsichtiges Fenster in der Fronttür. Es gibt aber auch Geräte mit durchsichtiger Ladeluke und sogar mit Innenbeleuchtung, damit die Wäsche beim Trocknen beobachtet werden kann.

#### Ablufttrockner
Ein Ablufttrockner führt die feuchte Luft z. B. über einen Abluftschlauch oder eine fest installierte Leitung ins Freie. Neben der Feuchtigkeit werden auch feine Flusen ausgetragen. Damit der Staudruck nicht unnötig erhöht wird, hat die Abluftleitung einen Durchmesser von 10 cm, die Leitungslänge ist üblicherweise geringer als drei Meter. Damit Kondenswasser nicht in der Abluftleitung stehenbleibt, wird ein leichtes Gefälle von etwa 2° zum Austritt hin empfohlen. Wenn sich im Aufstellungsraum oder in angrenzenden Räumen Feuerstätten (Öfen, Heizkessel, Gasthermen) befinden, kann der geringe Unterdruck, den der Wäschetrockner im Raum erzeugt, dazu führen, dass die Feuerstätten nicht ziehen, also Vergiftungsgefahr durch Abgase besteht. Es muss dann (z. B. durch ein spaltweit geöffnetes Fenster) sichergestellt sein, dass Zuluft von außen nachströmen kann, so dass im Raum kein Unterdruck entsteht. Auch der Trockner funktioniert dann besser. Wenig bekannt ist, dass bereits ein geringer Unterdruck in Gebäuden das radioaktive Gas Radon aus dem Erdreich ansaugen kann, was zu einer erhöhten Strahlenbelastung führt.

##### Kondensatorbox
Um Ablufttrockner auch in geschlossenen Räumen betreiben zu können, werden verschiedene externe Kondensatorboxen angeboten. Diese werden an den Abluftschlauch angeschlossen und sollen die Luft abkühlen und das kondensierte Wasser auffangen. Effizient funktionieren kann dies jedoch nur mit einer Kühlung, wenn das Gerät nicht in einem kühlen Keller aufgestellt ist. Einige Modelle verwenden dafür Wasser oder Kühlakkus, die zuvor im Kühlschrank eingefroren werden müssen. Damit erübrigen sich Energiespar-Überlegungen, solche Boxen nur anzuschließen, um im Winter die Wärme der Abluft im Raum zu behalten.

#### Kondensationstrockner

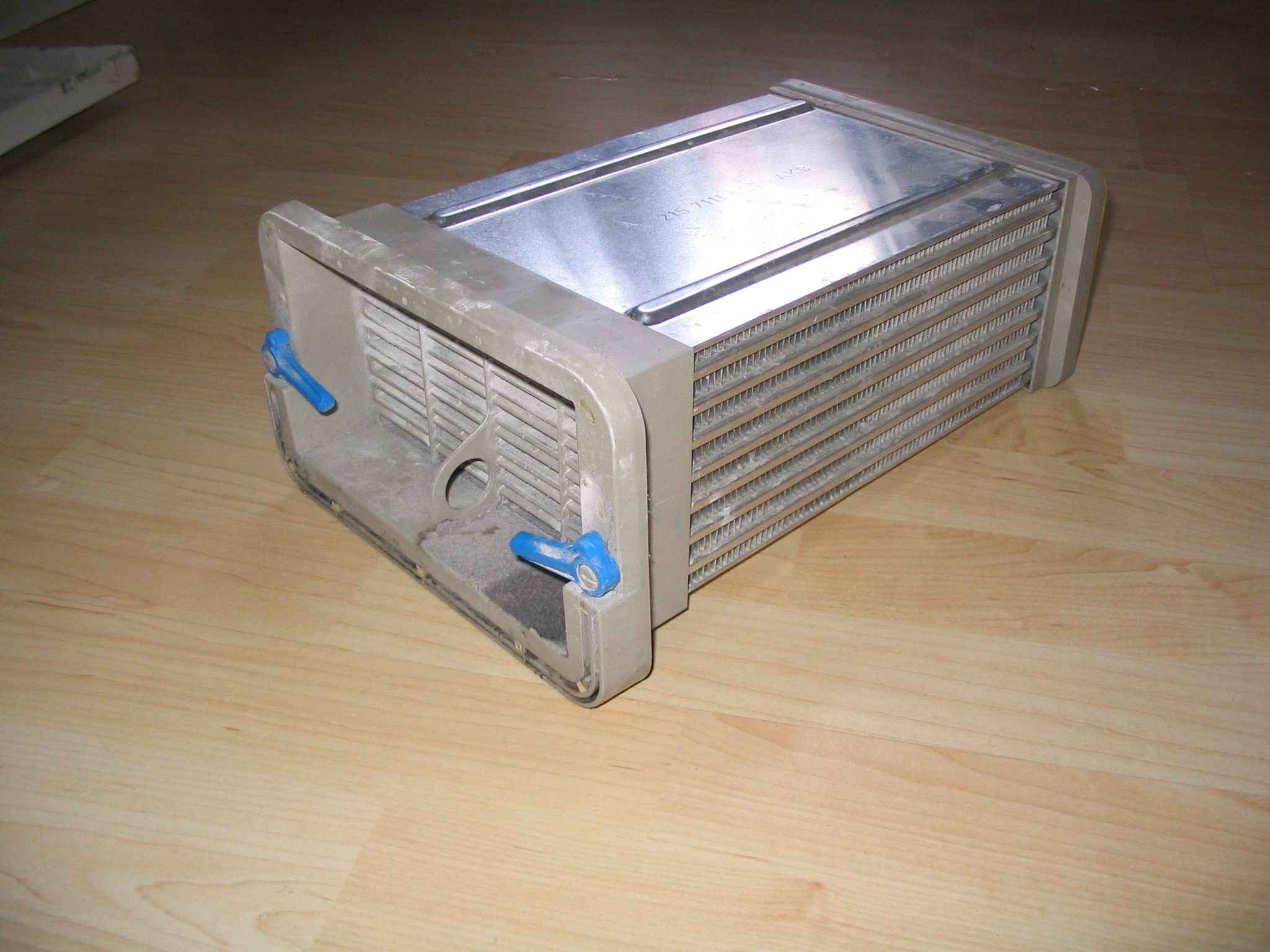
Entnehmbarer Kondensator mit Flusen aus einem Kondensationstrockner.

Bei einem Kondensationstrockner (auch Kondenstrockner) befindet sich die Luft innerhalb des Trockners in einem weitgehend geschlossenen Kreislauf. Die zunächst kühle Umwälzluft wird durch ein elektromotorisch betriebenes Gebläse umgewälzt und anschließend überwiegend elektrisch, seltener auch durch eine Feuerung oder Heißwasserheizung erwärmt. Dadurch sinkt die relative Luftfeuchtigkeit. Das ist für die Trocknung erforderlich, da warme Luft mehr Feuchtigkeit aufnehmen kann als kalte. Diese trocken-warme Luft wird durch die in einer Trommel umgewälzte, feuchte Wäsche geblasen und nimmt durch Verdunstung deren Feuchte auf. Der unter der Trommel angeordnete Kondensator hat die Aufgabe, die Feuchtigkeit aus der Maschinenumluft zu entfernen. Dazu wird die warm-feuchte Luft abgekühlt. Ein mit dem Trommelmotor gekoppeltes, zweites Gebläse fördert kühle Umgebungsluft durch den Kondensator und kühlt durch metallische Wärmeleitung die durch Bleche räumlich getrennt strömende feuchtwarme Maschinenumluft. Dabei wird im Kondensator der Taupunkt unterschritten und die überschüssige Feuchtigkeit kondensiert als flüssiges Wasser, das sich zunächst in einer nachgeschalteten Wanne sammelt. Die abgekühlte Umwälzluft wird erneut durch das Umwälzgebläse angetrieben, danach wieder angewärmt, der Kreislauf ist geschlossen. Die beim Durchströmen des Kondensators erwärmte Umgebungsluft wird in den Umgebungsraum abgeführt; sie kann wegen des geringeren Temperaturniveaus nicht zum Wiederaufheizen verwendet werden. Diese umgebungsluftgekühlten Trockner funktionieren umso besser, je kühler der Aufstellungsraum ist.
Das Kondenswasser wird über eine zyklisch arbeitende Pumpe in einen meist neben der Bedientafel angebrachten Behälter gepumpt, der regelmäßig zu entleeren ist. Wahlweise kann ein Kondensationstrockner auch über einen Schlauch mit einem vorhandenen Abwasseranschluss verbunden werden. Dazu ist üblicherweise an der Rückseite des Geräts eine trennbare Schlauchverbindung vorgesehen.
Flusen werden im Flusensieb gesammelt, das nach jedem Trockenvorgang gereinigt werden muss. Auch der Kondensator muss regelmäßig gesäubert werden. Ferner benötigen solche Geräte etwas mehr Energie als Ablufttrockner (~10 %); anders als bei diesem wird die Energie jedoch nicht ins Freie abgeleitet, sondern als Wärme an den Aufstellungsraum abgegeben. Dies ist bei Aufstellung in Wohnräumen im Winter ein Vorteil, da Heizenergie eingespart wird, im Sommer hingegen eher ein Nachteil.
Kondensationstrockner sind von einem Ausgang (Wanddurchlass o. ä.) für den Abluftschlauch unabhängig. In der Anschaffung sind sie teurer als ein Ablufttrockner.
Der gemessene Energiebedarf liegt beispielsweise bei einem Siemens S46.51 bestückt mit 6 T-Shirts und 4 Hosen, schranktrocken bei 2,4 kWh.
Marktreife konventionelle Geräte erreichen gegenwärtig nur die Energieeffizienzklasse B. Für Ablufttrockner und Kondensationstrockner gelten unterschiedlich strenge Bewertungskriterien; so kommt es vor, dass ein Kondensationstrockner der Energie-Effizienzklasse B für die gleiche Menge Wäsche mehr Strom benötigt als ein Ablufttrockner der Energie-Effizienzklasse C.

#### Trockner mit Wärmepumpe
Es gibt Kondensationstrockner, die eine Wärmepumpe enthalten. Ihr Marktanteil betrug im Jahr 2011 22 Prozent (2010: 14 Prozent).

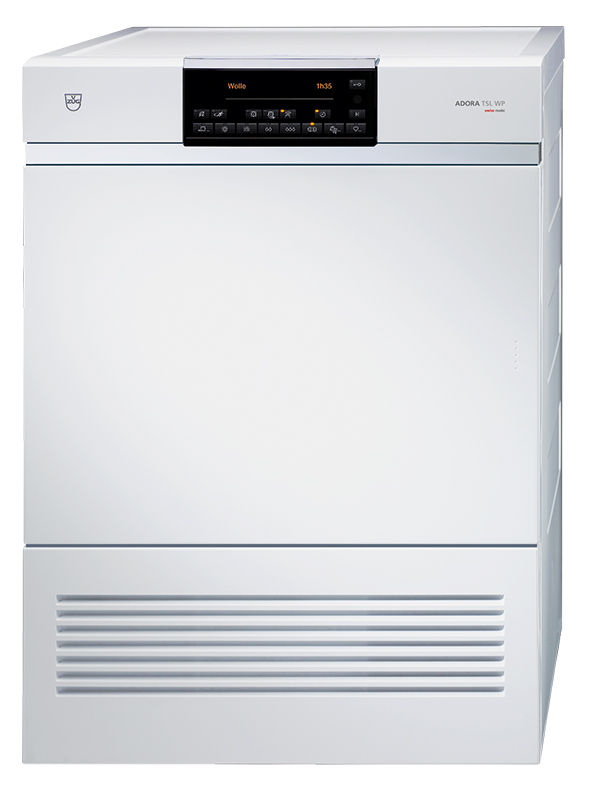
Wäschetrockner mit Wärmepumpe

Der Ventilator fördert wie beim Kondenstrockner in einem geschlossenen Kreislauf trockene, vorgewärmte Prozessluft durch die Wäschetrommel und die darin enthaltene feuchte Wäsche. Der Vorteil eines geschlossenen Prozessluftkreislaufs ist wie beim Kondenstrockner, dass die Umgebungsluft im Aufstellungsraum (z. B. Waschküche) nicht befeuchtet wird. Die Umgebungsluft des Raumes erwärmt sich dabei nur geringfügig. Ein Wäschetrockner mit Wärmepumpe benötigt ebenso wie ein Kondenstrockner keinen Abluftanschluss. Das Wasser in der Wäsche verdunstet wie bei anderen Trocknern durch die in die Wäsche geblasene Luft und wird von ihr aufgenommen. Die Luft kühlt sich durch die Wasseraufnahme ab und wird feucht. Anschließend strömt sie (meist an der Gehäusevorderseite) in ein Bauteil, das vom Hersteller und vom Servicetechniker Kondensator genannt wird, weil dort der Wasserdampf an gekühlten Blechen kondensiert. Aus Sicht des Wärmepumpenkreislaufs handelt es sich bei diesen Blechen allerdings um den Verdampfer, in dem das Kältemittel den Aggregatzustand von flüssig zu gasförmig wechselt. Durch die so entstehende Verdunstungskälte werden die Bleche markant unter den Taupunkt der warmen, relativ feuchten Luft aus der Wäschetrommel abgekühlt. Als Folge kondensiert der Wasserdampf an der kalten Oberfläche des Verdampfers aus. So wird die Luft partiell entfeuchtet. Das flüssige Wasser wird abgeführt und im sogenannten Flusensumpf gesammelt, von wo es durch eine Pumpe in den von der Gehäusevorderseite entnehmbaren Kondenswasserbehälter gepumpt wird. Im Verdampfer (der Wärmepumpe) wird dabei ein Wärmestrom {\displaystyle {\dot {Q}}_{V}} auf das Kältemittel übertragen, welches dadurch verdampft.
Die kalte, entfeuchtete Prozessluft fließt anschließend in den Kondensator der Wärmepumpe (warme Seite), in welchem sie erwärmt wird. Im Kondensator wird dabei der Wärmestrom {\displaystyle {\dot {Q}}_{K}} vom verdichteten Kältemittel auf die Prozessluft übertragen und das Kältemittel kondensiert. Die erwärmte, trockene Luft wird wiederum in die Wäschetrommel geführt.
Für die auftretenden Wärmeströme gilt {\displaystyle {\dot {Q}}_{V}+P={\dot {Q}}_{K}}, wobei {\displaystyle P} die für den Betrieb des Kompressors der Wärmepumpe aufgewendete elektrische Leistung ist. Hieran erkennt man die sich ergebende Energieersparnis gegenüber einem einfachen Kondensationstrockner, die den Hauptvorteil der aufwendigeren Konstruktion darstellt: Aus der elektrischen Leistung {\displaystyle P} für den Betrieb des Kompressors der Wärmepumpe gewinnt man die erzeugte Wärmeleistung {\displaystyle {\dot {Q}}_{K}}, die um den Betrag der durch die Wärmepumpe zurückgewonnenen Kondenswärme {\displaystyle {\dot {Q}}_{V}} höher ist.
Im Verhältnis dazu ist die für den Prozessluftventilator und für den Trommelantrieb benötigte elektrische Leistung vergleichsweise gering, sie wird beim einfachen Kondensationstrockner natürlich genauso benötigt.

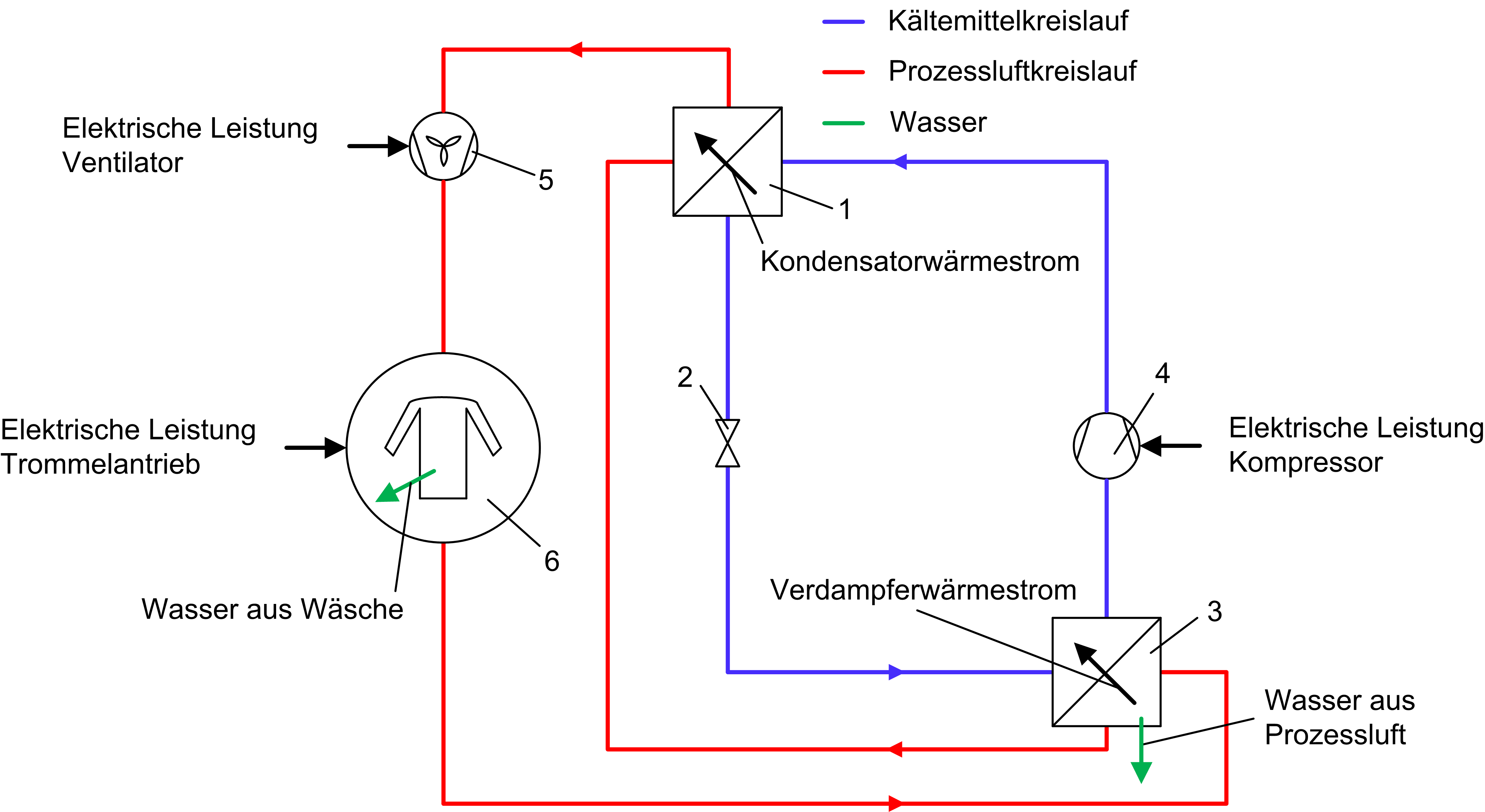
Funktionsschema eines Wäschetrockners mit Wärmepumpe:
1 Erwärmung der Prozessluft durch den Kondensator der Wärmepumpe
2 Expansionsorgan der Wärmepumpe
3 Kühlung der Prozessluft im Verdampfer der Wärmepumpe, Trocknung durch Kondensation des Wasserdampfs
4 Kompressor (Verdichter) der Wärmepumpe
5 Prozessluftventilator
6 Wäschetrommel mit Wäsche

Solche energieeffizienten Geräte mit Entwicklungsstand von 2014 entsprechen der Energieeffizienzklasse A und besser. Die Energieeffizienzklasse A entspricht einem Bedarf an elektrischer Energie von 0,55 kWh/kg trockener Wäsche. Verglichen mit konventionellen Kondenstrocknern der Energieeffizienzklasse B spart ein Wäschetrockner mit Wärmepumpe mehr als 50 % Energie. Ein Wärmepumpen-Kondenstrockner verbraucht zum Beispiel etwa 0,22 kWh/kg nasser Wäsche. Aufgrund gesetzlicher Vorschriften dürfen in der Schweiz seit dem 1. Januar 2012 nur noch A-klassige Geräte zur Wäschetrocknung mit Netzbetrieb verkauft werden. Bei den Haushaltsgeräte-Herstellern hat sich die Bezeichnung Wärmepumpentrockner durchgesetzt.
In der Anschaffung sind Trockner mit Wärmepumpe teurer, bezogen auf die Gesamtkosten (inklusive Strom) jedoch deutlich günstiger. Die Stiftung Warentest errechnete in ihrem Test bei 10-jähriger Nutzung Gesamtkosten von gut 860 bis 1.150 Euro, für herkömmliche Trockner dagegen rund 1.030 bis 1.430 Euro.
Die Trocknungszeit ist in der Regel länger als bei den Geräten mit Elektroheizung, eine volle Trommel ist oft erst nach mehr als zwei Stunden schranktrocken. Die Wäschetemperatur ist oft niedriger als 60 °C, was einerseits schonend, andererseits nicht sterilisierend ist.
Wärmepumpen-Wäschetrockner funktionieren durch ihren geschlossenen Kreislauf auch in Umgebungen mit hoher absoluter Luftfeuchte, so in den Tropen oder im unklimatisierten Boot bzw. U-Boot.

#### Trockner mit Wärme aus der Hausheizung
Hier werden Trockner durch Anschluss an die Heizleitung der Zentralheizung über einen Wärmeübertrager mit der nötigen Warmluft versorgt.
Bei der derzeitigen Nachrüstlösung handelt es sich um einen gekapselten Heizkörper bzw. Wärmeübertrager, der über Wellrohre in den Luftweg des Trockners geschaltet wird. Statt der im Trockner eingebauten, elektrischen Heizung wird der Warmwasserdurchfluss der angeschlossenen Warmwasserheizung ein- und ausgeschaltet.
Ob diese Bauart umweltfreundlicher oder energiesparender ist als die direkte elektrische Beheizung, hängt davon ab, wie umweltfreundlich und wirtschaftlich die angeschlossene Zentralheizung ist.  Ein Betrieb mit Solarwärme ist ebenfalls möglich und reduziert die Betriebskosten weiter.
Eine Markteinführung als integrierte Einheit war im Frühjahr 2009 geplant, erfolgte jedoch erst Mitte 2013 durch Miele. Die Lösung dieses ersten marktreifen Systems sieht die Einbindung in ein Heizungssystem mit einem Schichtenspeicher vor. Dabei wird Wasser aus den oberen, wärmeren Schichten des Speichers entnommen und durch einen Wärmetauscher im Prozessluftstrom geleitet, wodurch die Luft erwärmt wird. Das Wasser wird zurück in den Speicher geleitet. Nachdem die Luft durch die Trommel geströmt ist und die Wäsche entfeuchtet hat, wird, ähnlich dem Verfahren eines Wärmepumpentrockners, ein zweiter Wärmetauscher als Kondensator benutzt, um die Energie aus der Prozessluft wieder verwenden zu können. Dieser 2. Wärmetauscher wird mit Wasser aus dem unteren Bereich des Schichtenspeichers gekühlt, welches ebenfalls wieder zurück in den Speicher geleitet wird. Sollte die Temperatur des Kühlwassers zu hoch sein, wird ein zusätzliches, elektronisch mit der Steuerung des Geräts gekoppeltes, Enthitzungsmodul eingeschaltet. Dieses, an einer Wand nahe dem Trockner befestigte, Modul ist an sich ein dritter, großer Wärmetauscher, der die überschüssige Energie des Kühlwassers an die Raumluft abgibt.
Dadurch, dass sich ein geschlossener Wasserkreislauf ergibt und möglichst viel Wärme zurückgewonnen wird, ist der Energieverbrauch noch niedriger als der der sparsamsten Wärmepumpentrockner. Aufgrund der komplizierten Technik und aufwendigen Installation liegen jedoch sowohl Anschaffungs- als auch Installationskosten weit über dem Preisniveau energieeffizienter Wäschetrockner.

### Gasbeheizte Trockner
In Europa verhältnismäßig selten sind Trockner, die mit Gas beheizt werden. Die Anschaffungspreise sind meist höher, die Energieeffizienz ist jedoch besser als bei Elektro-Geräten. Ihre Anschaffung wird von Gasanbietern gelegentlich bezuschusst. In angloamerikanischen Staaten ist diese Ausführung gängiger.

### Waschtrockner

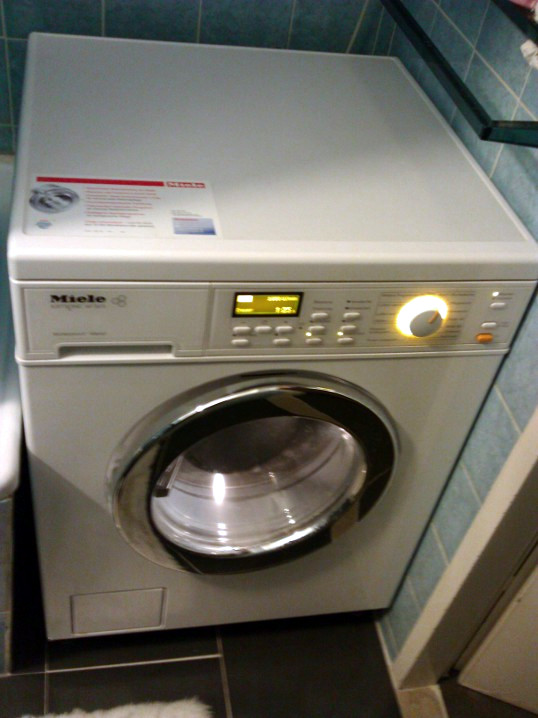
Waschtrockner Softtronic WT 2670 von Miele

Ein Waschtrockner ist die Kombination eines Trockners mit einem Waschvollautomaten in einem Gerät.
Weil die Wäsche beim Trocknen mehr Raum in der Trommel benötigt als beim Waschen, kann meist nur eine halbe Waschladung getrocknet werden; man muss daher nach dem Waschgang einen Teil der Wäsche herausnehmen und gegebenenfalls später in einem zweiten Trockengang trocknen.
Es sind Geräte erhältlich, die eine Waschladung in einem Durchgang trocknen können. Oft funktioniert das aber nur bei geringen Füllmengen, was den Strom- und Wasserverbrauch stark erhöht. Auch benötigen diese Geräte prinzipbedingt sehr lange für einen Komplettdurchgang, typisch sind fünf bis sechs Stunden bei fünf kg Trockenwäsche. Jedoch sind sie platzsparend, da anstelle von zwei Geräten lediglich eines benötigt wird.
Waschtrockner werden üblicherweise ohne Flusensieb gebaut und nutzen kaltes Frischwasser zur Kondensation der feuchtwarmen Umluft; sie verbrauchen daher auch zum Trocknen Wasser. Im Vergleich zu zwei Einzelgeräten entstehen daher höhere Betriebskosten. Seit 2010 gibt es allerdings Waschtrockner im Handel, die ohne den erhöhten Wasserverbrauch beim Trocknen auskommen, sondern wie Wärmepumpentrockner die Wäsche trocknen. Die Geräte ähneln vom Aufbau mehr der Waschmaschine und sind daher auch als Front- oder Toplader erhältlich.

### Trockenschrank

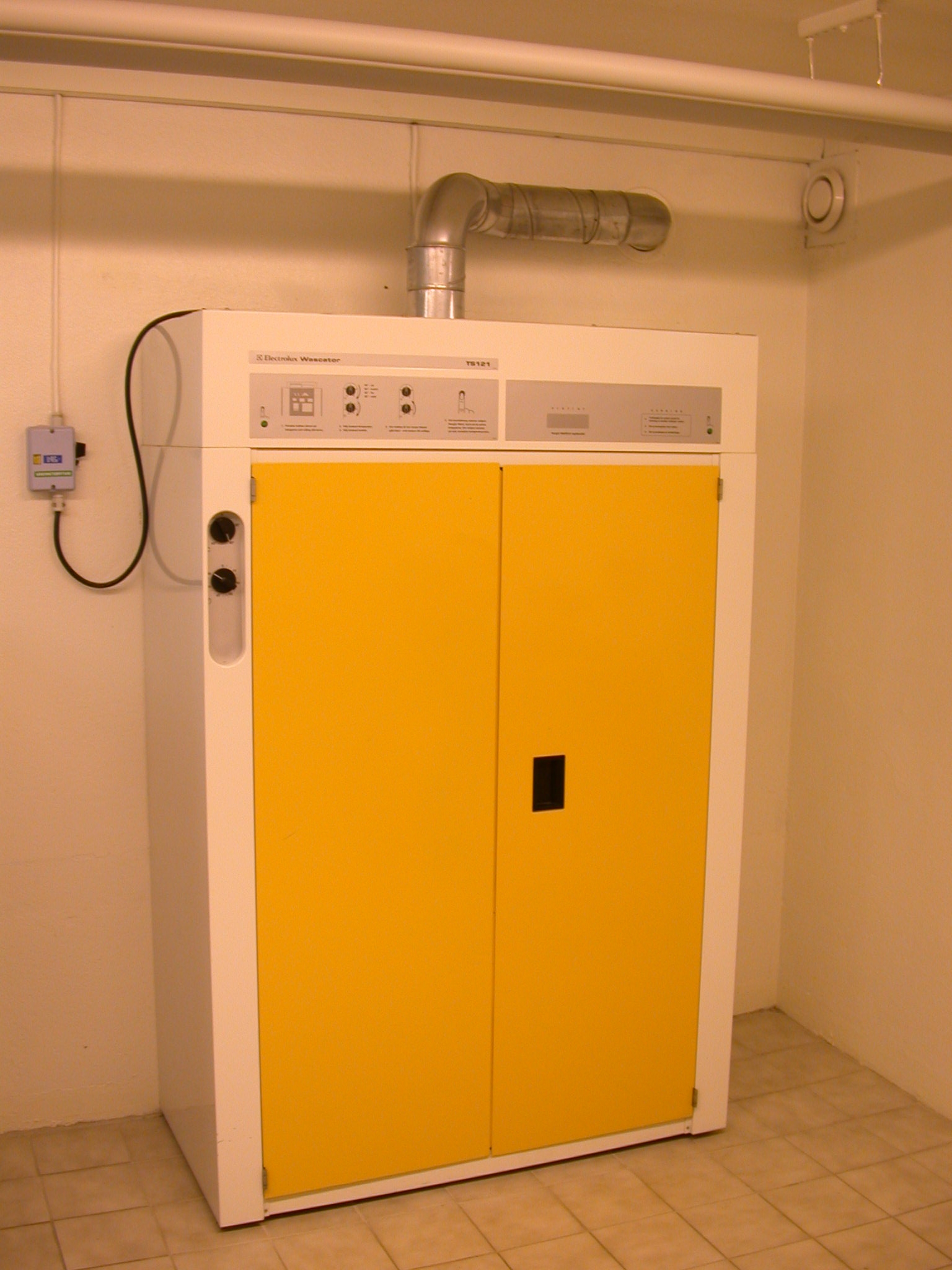
Trockenschrank

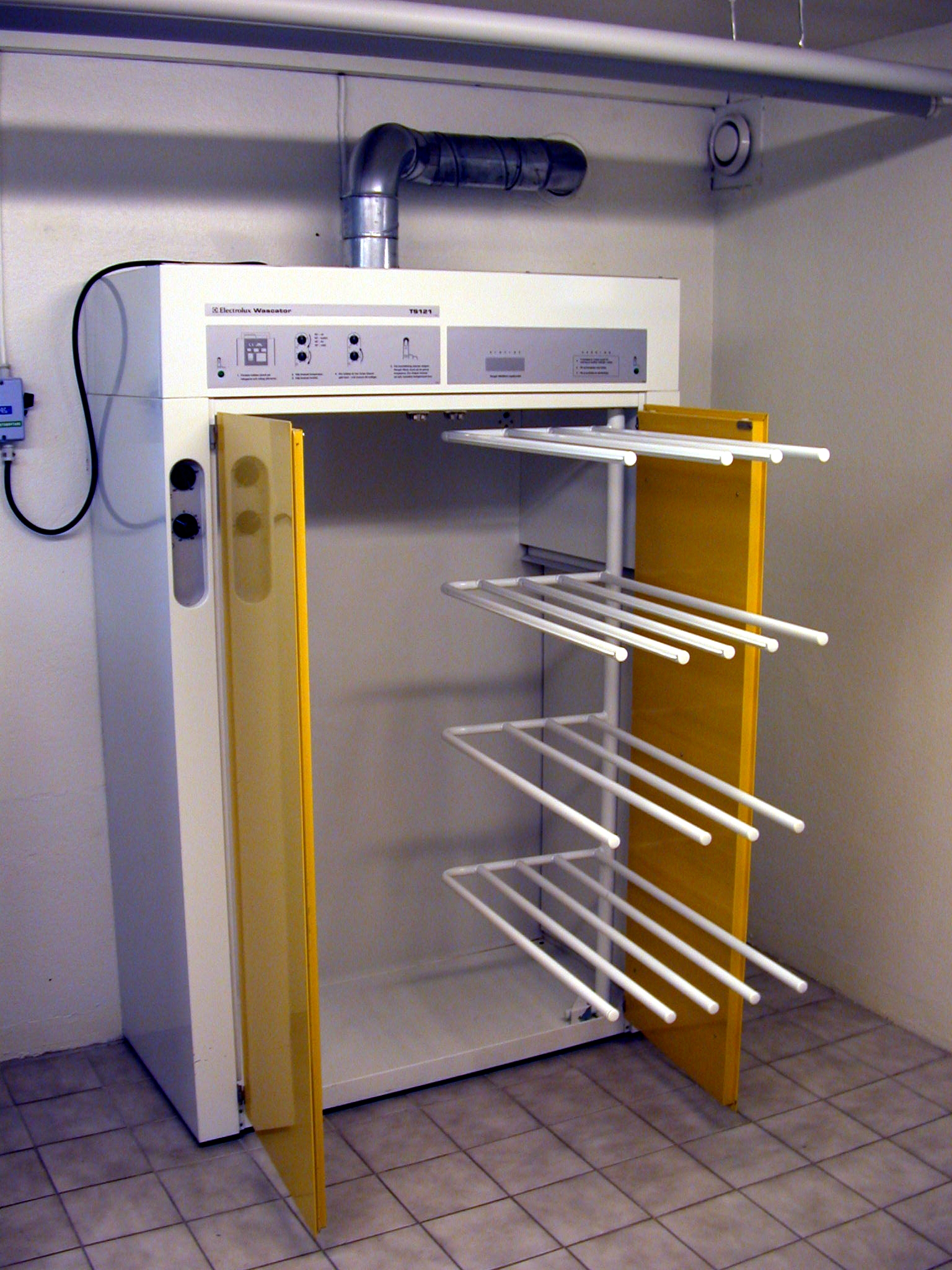
Geöffneter Trockenschrank

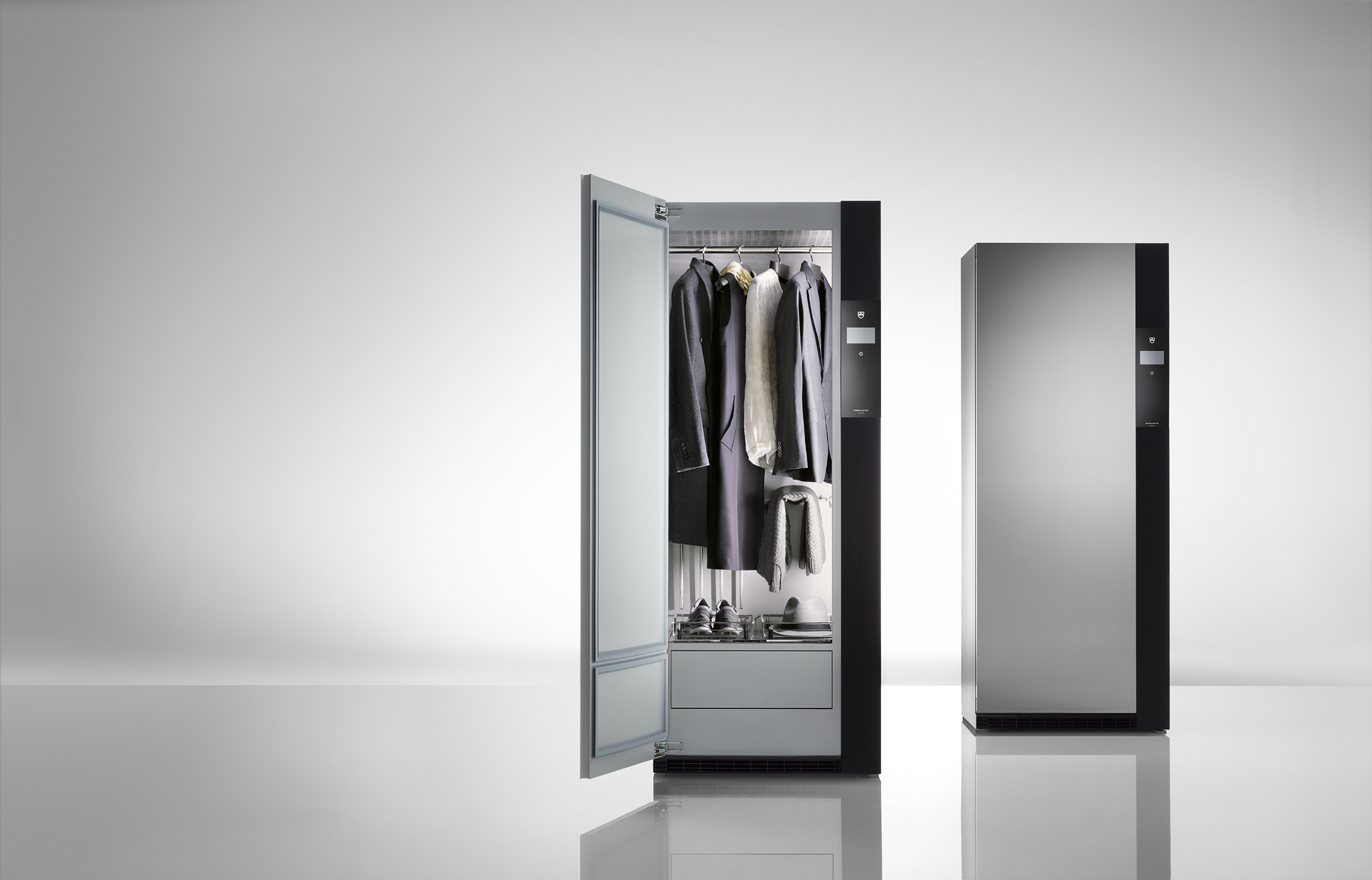
Textilpflegesystem – Wäschetrockenschrank mit Wärmepumpe

Eine Alternative zum Trommeltrockner ist der Trockenschrank mit eingebautem Gebläse, der nach dem Ablufttrockner-Prinzip arbeitet. Hier wird die Wäsche in einer Kammer aufgehängt, in die kalte oder erwärmte Luft geblasen wird. Im Kaltluftbetrieb ist der Trockenschrank sehr sparsam, dagegen verbraucht der Warmluftbetrieb (mit Beheizung) deutlich mehr Strom als vergleichbare Trommeltrockner. Daneben gibt es auch Trockenschränke, die nach dem Kondensationstrockner-Prinzip arbeiten.
Ebenfalls gibt es Trockenschränke, die nach dem Wärmepumpen-Prinzip arbeiten und dadurch den Energieverbrauch im Warmluftbetrieb gegenüber von rein elektrischer Aufheizung deutlich reduzieren. Die Konditionierung der Luft, d. h. Aufheizen und Abkühlen, erfolgt identisch wie bei einem Trockner mit Wärmepumpe.
Solche Trockenschränke bieten je nach Ausführung zusätzliche Hauptfunktionen zur Behandlung von Wäsche wie das Auffrischen mit Dampf und Photokatalyse (Abbau von Geruchsmolekülen), das Entknittern, das Hygienisieren und das Trocknen. Solche multifunktionalen Geräte werden auch als Textilpflegesystem bezeichnet.

### Raumluft-Wäschetrockner

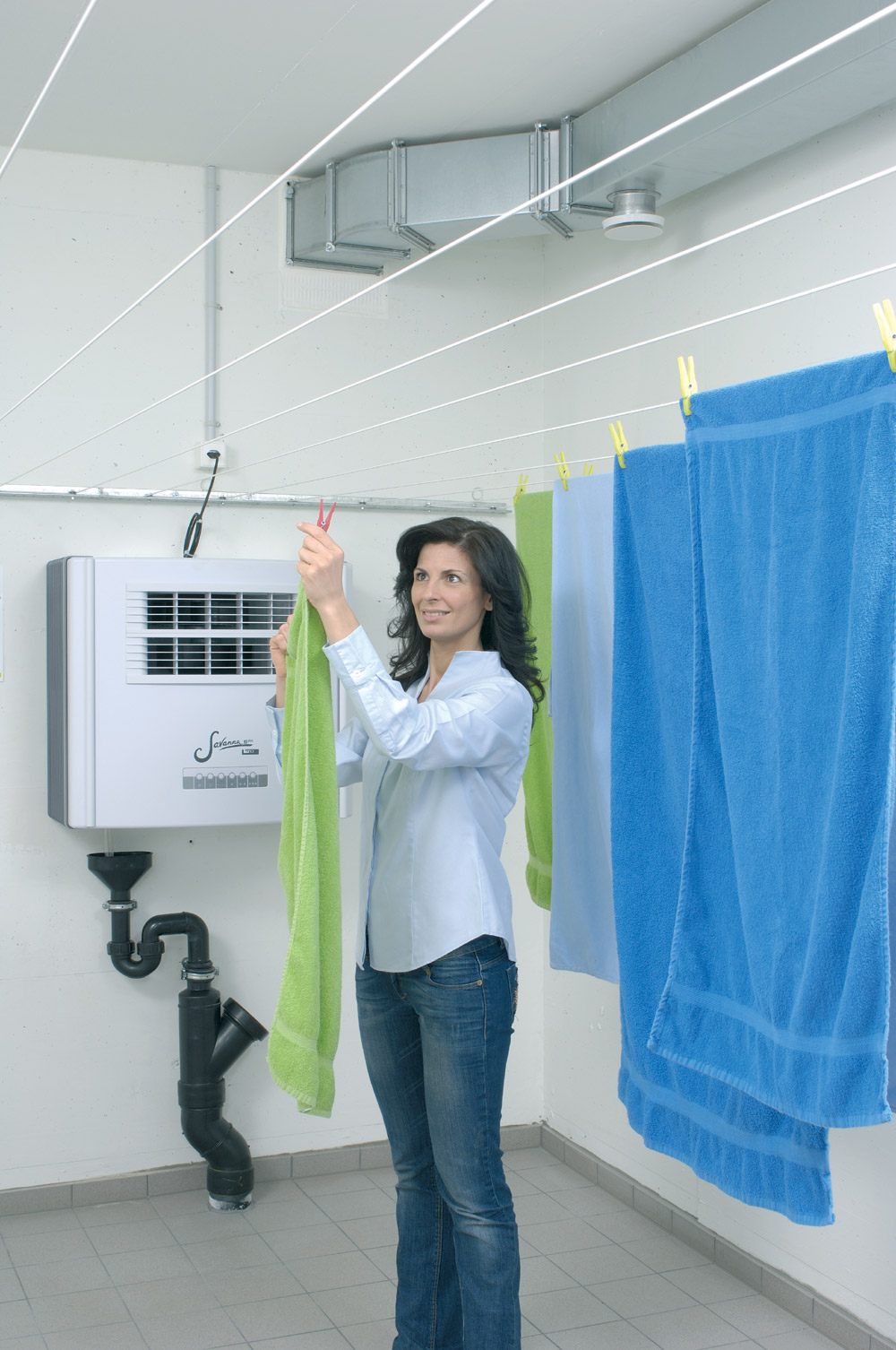
Raumluft-Wäschetrockner

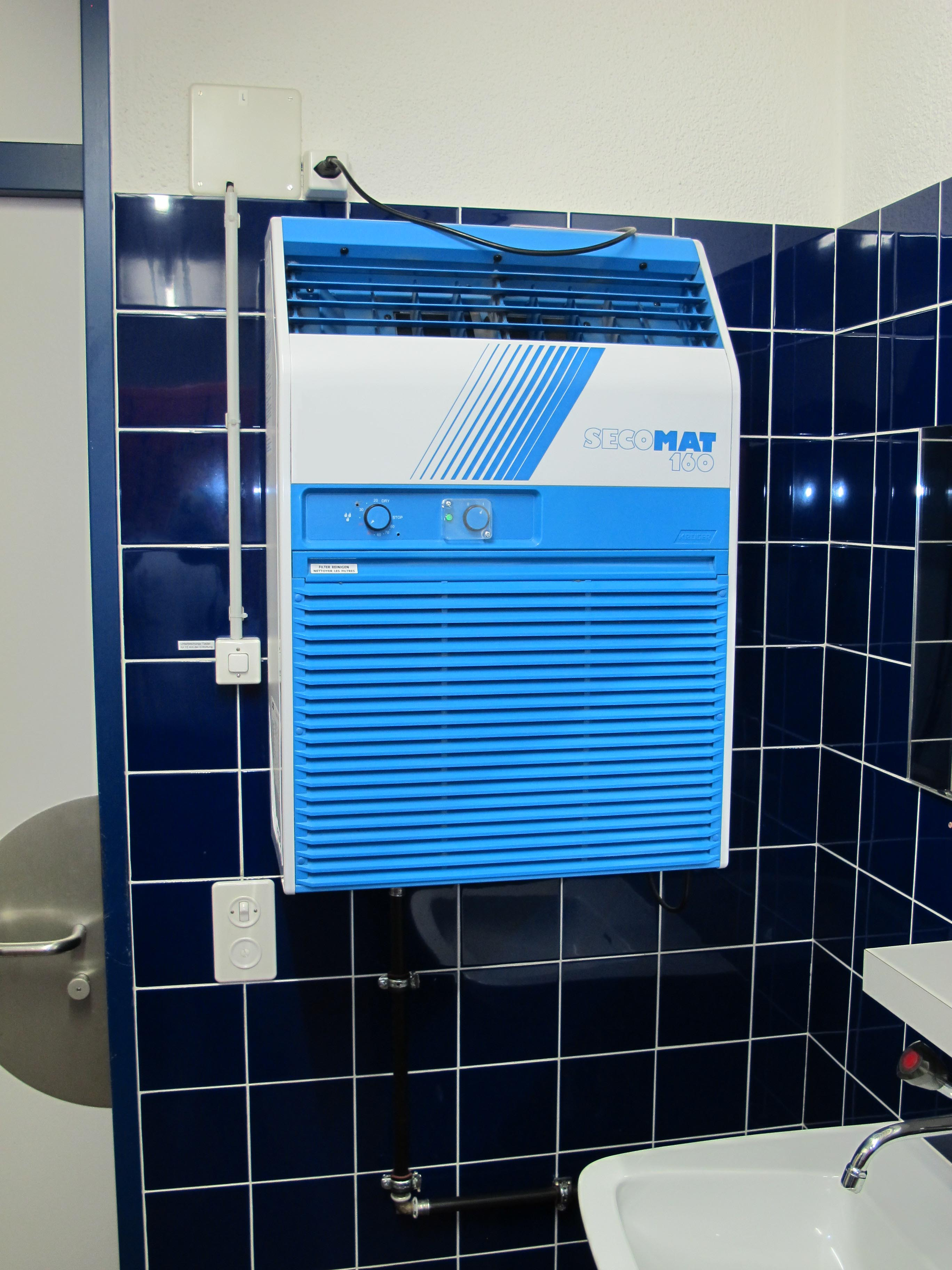
Eingebauter Secomat in einer Nasszelle

Mit dem Raumluft-Wäschetrockner wird vor allem in der Schweiz in Gemeinschaftswaschküchen die Wäsche getrocknet. In der Schweiz ist der Raumluft-Wäschetrockner unter dem generischen Markennamen „Secomat“ bekannt. An die Wand montiert, bläst das Gerät einen trockenen Luftstrom in die an Leinen aufgehängte Wäsche. Das Trocknungsgerät arbeitet nach dem Prinzip der Wärmepumpe. Es saugt die feuchte Luft an, die darin enthaltene Feuchtigkeit kondensiert auf der kalten Oberfläche des Verdampfers der Wärmepumpe. Die im Kondensator der Wärmepumpe abgeführte Wärmeenergie wird genutzt, um die abgekühlte und entfeuchtete Luft wieder zu erwärmen, welche in den Trocknungsraum zurückgeführt wird. Diese warme Luft nimmt anschließend auf Grund der Verdunstung wieder Wasser aus der Wäsche auf. Das Kondensat, welches sich im Verdampfer bildet, wird gesammelt oder direkt in die Kanalisation abgeleitet. Der Raumluft-Wäschetrockner schaltet automatisch ab, sobald der Feuchtigkeitssensor signalisiert, dass der Feuchtigkeitsgehalt der Luft dem gewünschten Niveau entspricht.
Da weder mechanische Kräfte noch hohe Temperaturen auf die Wäsche einwirken, können alle Textilien, Sportgeräte oder Zelte auf diese Weise trocknen. Ein erzielbarer Nebeneffekt ist die Entfeuchtung der Bausubstanz. Raumluft-Wäschetrockner verfügen über eine elektronische Steuerung, die verschiedene Betriebsarten zulässt, um die Geräte auch als Raumluft-Entfeuchter zu verwenden. Somit kann Schimmel im Trocknungsraum oder anderswo verhindert werden.
Raumluft-Wäschetrockner sind ähnlich energieeffizient wie Wärmepumpen-Trommeltrockner, da diese die Wäsche bewegen, entstehen jedoch Nachteile. In der Schweiz sind bereits seit 2012 generell nur Trockner zugelassen, die eine Wärmepumpe benutzen.
Der Verband für die Förderung der Raumluft-Wäschetrockner VRWT in der Schweiz kennzeichnet im Auftrag des Bundesamtes für Energie die energieeffizientesten Geräte mit dem Label „Qualidryer“. Der Kauf eines Raumluft-Wäschetrockners wird in der Schweiz von manchen Energielieferanten mit Direktvergütungen gefördert.

## Alternativen zum Wäschetrockner
Im Garten oder auf dem Balkon ist das Wäscheaufhängen die Energie sparendste Trockenmethode. Schnell trocknet die Wäsche bei direkter Sonneneinstrahlung oder bei Wind, auch bei Frost. Die im Sonnenlicht enthaltene Ultraviolettstrahlung desinfiziert die Wäsche, beseitigt Gerüche und bleicht sie. Trocknen auf der Leine oder dem Wäscheständer gilt als wäscheschonend im Vergleich zu Trommeltrocknern, da im Trockner Faserenden abbrechen.
Leinentrocknung in einem luftigen, nicht isolierten Dachspeicher/Dachboden nutzt die dort bei Sonne oft vorhandene warme und trockene Luft. Eine weitere Möglichkeit ist das Aufhängen in Mietshäusern in einem besonderen Trockenraum (zum Beispiel ehemalige Waschküche), ggf. mit einem elektrischen Gebläse, das die feuchte Luft ins Freie ableitet. Hierbei geht jedoch Heizenergie des Hauses verloren.
Besonders in Wäschekellern trocknet die Wäsche jedoch oft erst nach mehreren Tagen oder Wochen; eventuell vermehren sich Mikroorganismen, Räume und Mauerwerk werden durch die Feuchtigkeit geschädigt oder zeigen Schimmel. Nicht sinnvoll ist auch das Wäscheaufhängen in beheizten Räumen, wodurch außer des meist nachteiligen Feuchteaufkommens und daher nötigen Lüftens durch Verdunstungskälte sogar mehr Heizungsenergie verloren geht, als ein elektrischer Trockner verbrauchen würde. Im Sommer können jedoch Räume auf diese Weise wirksam klimatisiert (gekühlt) werden.
Ein Ablufttrockner fördert Raumluft und damit Heizungsenergie ins Freie und ist auch wegen dessen hohem Eigenverbrauch keine gute Alternative.
Anders als Trommeltrockner eignen sich Raumluft-Wäschetrockner und Trockenschränke für Textilien, die nicht maschinell getrocknet werden dürfen.

## Haushaltspraxis und Bedienung
Nicht alle Textilien vertragen die Trocknung im Trommeltrockner. Synthetik, Wolle und Seide können Schaden nehmen; pflanzliche Fasern können einlaufen. Insbesondere Wirkwaren (zum Beispiel Unterwäsche) neigen zum Einlaufen. Trommeltrockner bieten mindestens ein Normalprogramm und ein Schonprogramm (mit verminderter Temperatur), weiterhin mindestens eine Zeitsteuerung, besser auch eine Steuerung mit Feuchtigkeitssensor, die das Programm bei Erreichen des eingestellten Trocknungsgrades (z. B. mangelfeucht, bügelfeucht, schranktrocken, extratrocken) beendet. Bei Übertrocknen können besonders Wirkwaren verstärkt einlaufen und die Wäsche neigt zum Knittern. Daher verfügen manche Trockner über ein Nachlaufen zum Knitterschutz – die Wäsche wird während des Abkühlens bewegt.
Ob Wäsche trocknergeeignet ist, kann man am Textilpflegesymbol erkennen.
Im Flusensieb sammeln sich teils erhebliche Mengen an Fusseln, auch lose Tierhaare werden entfernt. Ein volles Flusensieb senkt die Effizienz des Geräts. Das Flusensieb muss daher nach jedem Benutzen geleert werden. Manche Wäschetrockner tun dies selbsttätig, Waschtrockner haben teilweise ein Flusen-Ausspül-Programm.
Die Flusen entstehen nur zu etwa 10 % durch das maschinelle Trocknen; die restlichen 90 % werden durch das Tragen und das Waschen abgerieben.
Je gründlicher die Wäsche geschleudert wurde, desto schneller und energiesparender geht die anschließende Trocknung vonstatten. Zusätzliches Schleudern verbraucht deutlich weniger Energie, als denselben Trocknungsgrad im Trockner zu erzielen.
Wäsche aus dem Trockner ist auch ohne Weichspüler sehr weich und flauschig, wodurch sich Weichspüler erübrigt.
Trocknerbälle

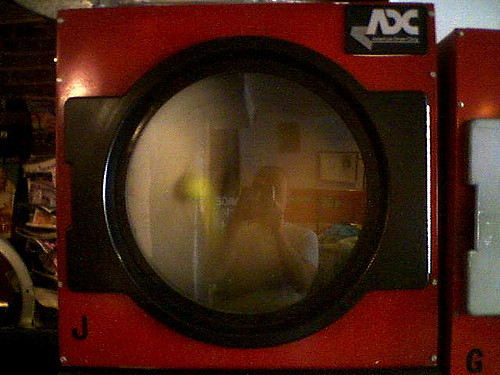
Tennisball im Wäschetrockner
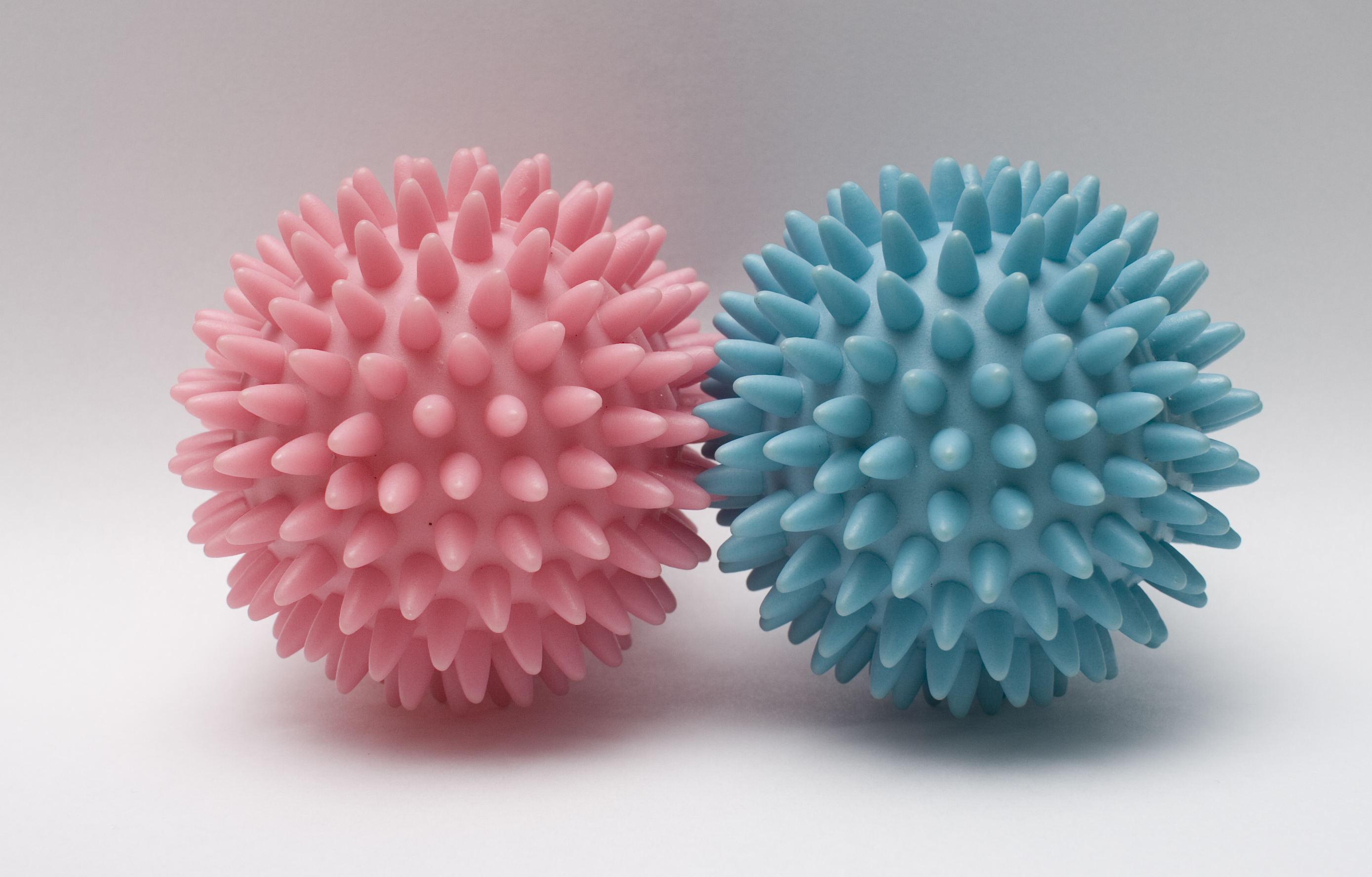
Trocknerbälle, Form ähnlich Igelball

Beim Trocknen von Daunen in Daunenjacken oder Daunenschlafsack wird zur Zugabe von mehreren Tennisbällen in den Wäschetrockner geraten.
Im Handel werden Bälle mit Noppen angeboten, die, paarweise der Wäsche beigefügt, den Trockenvorgang beschleunigen sollen. Nach Anbieterangaben lockern die mitlaufenden Bälle die Wäsche auf, sodass die Luft mehr Angriffsfläche habe. Zudem soll die Wäsche durch die Bälle noch weicher werden.

## Stromverbrauch
Der Gesamtstromverbrauch (Waschmaschine plus Wäschetrockner) kann durch eine hohe Schleuderdrehzahl beziehungsweise durch eine geringe Restfeuchte gesenkt werden. Die Schleuderwirkungsklasse von Waschmaschinen mit 1400/min lautet 'B' (Restfeuchte 45 bis 54 Prozent). Waschmaschinen mit 1600/min haben etwas weniger Restfeuchte; diejenigen, die 45 % Restfeuchte unterschreiten, haben Schleuderwirkungsklasse A. Eine höhere Drehzahl verursacht mehr Knitter. Kondenstrockner ohne Wärmepumpe müssen prinzipiell mindestens die Verdampfungsenergie für diese Restfeuchte, für 8 kg Wäsche mit 50 % Restfeuchte also für 4 Liter Wasser, aufbringen, das sind etwa 2,5 kWh. Geräte mit Wärmepumpe können diesen Wert unterschreiten und benötigen beispielsweise nur 1,24 kWh für diese Wäschemenge, wohingegen Kondenstrockner ohne Wärmepumpe bis fast 4 kWh dafür benötigten.
Wäschetrockner haben einen hohen Anteil am Stromverbrauch, und selbst die sparsamsten Modelle und Verfahren benötigen für die gleiche Menge Wäsche wesentlich mehr Elektroenergie als die Waschmaschine zum Waschen bei 60 oder gar 100 °C.
Energielabel informieren in der EU über Stromverbrauch und Energieeffizienz und bewirken eine Markttransparenz. Bis zum 29. Mai 2013 gab es die Energieeffizienzklassen A bis G; seit diesem Datum gibt es ein neues EU-Energielabel, das zusätzliche Energieeffizienzklassen ausweist. Die beste Kategorie ist seither A+++, die niedrigste Energieeffizienzklasse entspricht der Klasse D. Ab November 2013 mussten alle Neugeräte im Handel mindestens die Anforderungen der Energieeffizienzklasse C erfüllen, ab November 2015 die der Energieeffizienzklasse B.
Wäschetrockner der Klasse A+++ (das erreichen Modelle mit Wärmepumpe) verbrauchen rund 70 Prozent weniger Strom als ein Gerät der Klasse B. Der höhere Kaufpreis für eine effizientere Geräteklasse rentiert sich nach einer gewissen Anzahl von Betriebsstunden.
2007 berechnete die Energie-Informationsagentur der US-Regierung, dass Wäschetrockner für sechs Prozent des Stromverbrauchs amerikanischer Privathaushalte verantwortlich sind. In den USA sind Wäschetrockner verbreiteter als in Europa; in manchen Gegenden der USA gilt es als ein Zeichen von Armut oder Asozialität, Wäsche im Freien zu trocknen. In manchen Stadtvierteln oder Städten der USA war oder ist es sogar verboten.

## Ausstattungsquote in Deutschland
Das Statistische Bundesamt weist für das Jahr 2009 eine Ausstattungsquote von 38,6 Prozent bei den privaten Haushalten in Deutschland aus. Am 1. Januar 2011 verfügten 39,7 Prozent der Haushalte über mindestens einen Wäschetrockner. Im Jahr 2019 stieg die Quote auf 42,6 % an. Im Jahr 2010 betrug der Umsatz mit Wäschetrocknern in Deutschland 495 Millionen Euro.